# (161545) Ferrando
(161545) Ferrando est un astéroïde de la ceinture principale.

## Description
(161545) Ferrando est un astéroïde de la ceinture principale. Il fut découvert le 10 décembre 2004 à La Cañada par Juan Lacruz. Il présente une orbite caractérisée par un demi-grand axe de 2,29 UA, une excentricité de 0,18 et une inclinaison de 22,9° par rapport à l'écliptique.

## Compléments